# (200261) 1999 XR
(200261) 1999 XR es un asteroide perteneciente al cinturón de asteroides, descubierto el 2 de diciembre de 1999 por el equipo del Spacewatch desde el Observatorio Nacional de Kitt Peak, Arizona, Estados Unidos.

## Designación y nombre
Designado provisionalmente como 1999 XR.

## Características orbitales
1999 XR está situado a una distancia media del Sol de 2,799 ua, pudiendo alejarse hasta 3,056 ua y acercarse hasta 2,542 ua. Su excentricidad es 0,091 y la inclinación orbital 7,277 grados. Emplea 1711,07 días en completar una órbita alrededor del Sol.

## Características físicas
La magnitud absoluta de 1999 XR es 15,8. Tiene 4 km de diámetro y su albedo se estima en 0,053.